# 1508 Kemi
1508 Kemi (1938 UP) là một tiểu hành tinh bay qua Sao Hỏa được phát hiện ngày 21 tháng 10 năm 1938 bởi H. Alikoski ở Turku.